# Aasgardův průsmyk

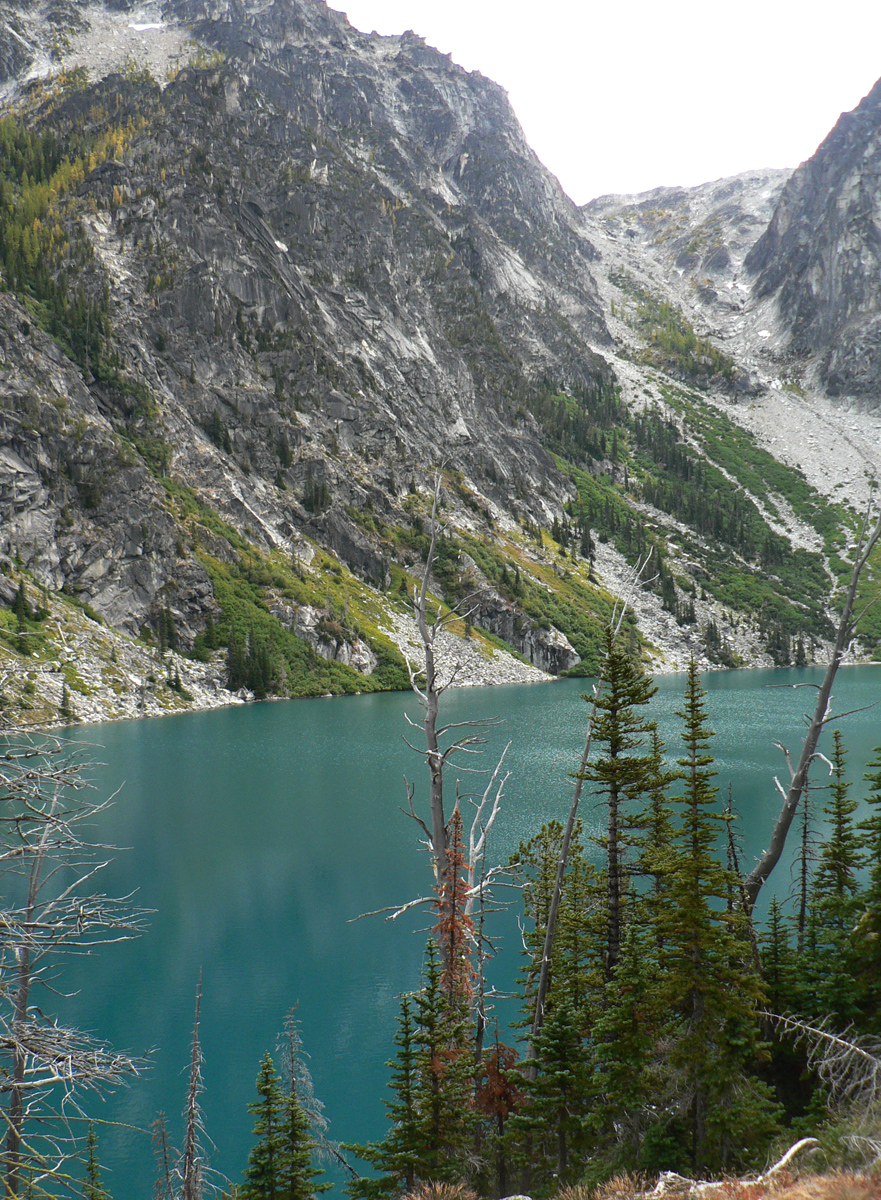
Průsmyk z druhé strany Colchuckova jezera.

Aasgardův průsmyk, oficiálně uveden jako Colchuck Pass, je horský průsmyk v nadmořské výšce 2 390 metrů, který se nachází na východní straně Kaskádového pohoří, v divočině Alpine Lakes, jihozápadně od města Leavenworth, v americkém státě Washington. Jedná se o kratší, ale také příkřejší cestu k jezerům The Enchantments, která jsou jednou z nejpopulárnějších oblastí pro pěší turistiku ve státě. Nachází se mezi Colchuckovým jezerem a horní pánví jezer The Enchantments, mezi nimiž je výškový rozdíl 600 metrů. Zároveň leží v sedle mezi horami Dragontail Peak a Enchantment Peak.
Pokusy o oficiální změnu jména byly v letech 1967 a 1988 odmítnuty, a tak si průsmyk zachoval jméno Colchuck Pass na mapách USGS. Horolezci už ale dlouho používají jméno Aasgard Pass, které používal i vyhlášený horolezec a spisovatel Fred Beckey. Toto jméno mu nejspíš dali Bill a Peggy Starkovi, kteří oblast prozkoumávali v polovině devatenáctého století a kteří přejmenovávali jména zdejších jezer, která už na začátku osmnáctého století pojmenoval topograf A. H. Sylvester, kterému je připisováno objevení oblasti, po postavách ze severské mytologie. Momentální politika nerada přejmenovává zeměpisná místa, takže většina názvů, které jim udělili Starkovi, nedosáhla oficiálního uznání.